# Сєверне сільське поселення (Александровський район)
Сє́верне сільське поселення (рос. Северное сельское поселение) — сільське поселення у складі Александровського району Томської області Росії.
Адміністративний центр — селище Сєверний.
Населення сільського поселення становить 76 осіб (2019; 113 у 2010, 203 у 2002).

## Склад
До складу сільського поселення входять:
| Населений пункт          | Населення, осіб (2002) | Населення, осіб (2010) |
| ------------------------ | ---------------------- | ---------------------- |
| Світла Протока, присілок | 40                     | 20                     |
| Сєверний, селище         | 163                    | 93                     |